# عملية الفجر 9
عملية الفجر 9 (بالفارسية: عملیات والفجر 9) كانت عملية عسكرية خلال الحرب الإيرانية العراقية. بدأت في 24 فبراير 1986 في المنطقة الشرقية من السليمانية على الجبهة الشمالية الغربية، وتم تنفيذها من قبل قوات الحرس الثوري الإسلامي.
بدأت العملية برمز "يا الله". وكان الهدف منها هو الاقتراب من مدينة السليمانية في العراق، وكذلك محاربة تجمعات القوات العراقية في شبه جزيرة الفاو. وادعت الحكومة الإيرانية أن أكثر من 2500 جندي قٌتلوا، بينما كانت الإصابات في صفوف الجيش العراقي 1634 جندي. كما زعمت الحكومة الإيرانية أن قواتها استولت على عدة مناطق، بما في ذلك عدد من نقاط الحدود من مرتفعات كانا، وكاني ميران، ومرتفعات 1470 و1489.
وفي 23 أبريل 1986، استغلت إيران سوء الأحوال الجوية لإطلاق المرحلة الثانية من عملية الفجر 9، ونجحت في تجاوز الكتائب العراقية التي كانت تحرس قطاع رواندز. وساهم في تسريع هذا الهجوم هجوم خلفي من حشود البيشمركة. وفي 15 مايو، استولى 1000 جندي من البيشمركة مدعومين بمظليين إيرانيين على منطقة مانكيش. وأرسلت بغداد لواء مدرع، ولواء جبلي، ولواء من قوات النخبة مدعومين بطائرات هليكوبتر هجومية، واستطاعت في النهاية استعادة السيطرة على مانكيش. كما ضاعفت السلطات العراقية عدد قوات الجيش الشعبي العراقي في المنطقة وسلحت الفلاحين العرب المتطوعين لدوريات المنطقة. وفي 20 مايو، أنهت القوات الإيرانية العملية بعد عدم تحقيق تقدم خارج رواندز.